# صبري محمد آل ملا سلمان
صبري محمد آل مُلّا سلمان (1875 - 1963) مسؤول حكومي عراقي في عهد الحكم العثماني، وشخصية فلكلورية، وشخصية اجتماعية بصْريّة مؤثرة، كان من مناصبه مدير للمالية في ولاية البصرة، وأمين لصندوق ولاية البصرة، ورفيق ثالث في شعبة المحاسبة، ومدير الجنسية في العمارة، وقضاء كاتبي (أي كاتب قضاء)، اشتهر بلقب (صندوق أمين البصرة) فصار له رسوخ في ثقافة العراق.

## حياته
اسمه صبري محمد آل مُلّا سلمان، ويُعرف بصيغ أخرى كصبري أفندي، وصبري محمد مُلّه سلمان، تخرج في المدرسة الرشيدية، وتزوّج مرتين، الأولى مِن أقاربه، وُلدَ لهما فاضل وأحمد، توفي فاضل شابّاً، وترك ابناً اسمه عباس، وتوفي أحمد في عقده الرابع، وترك ابناً اسمه رياض، والزوجة الثانية لصبري كانت نجيبة حسن عثمان برتو التي توفيت سنة 1975، ولهما ابنة اسمها فاطمة وابن اسمه كامل، كان صبري ملتزماً بشعائر الإسلام، وكانت له أملاك سجّلها وقفاً، وكان بيته في محلة الصبخة الصغيرة خلف المحكمة القديمة، في مدينة البصرة، وكان يقضي فراغه في مقهى أُمّ السباع. ذُكرَ أنه في الحرب العالمية الأولى سنة 1914 حين اقترب الجيش البريطاني إلى البصرة لاحتلالها، أُعلنَ الجهاد في العراق، وتداعى أهالي البصرة للجهاد واشترك معهم صبري أفندي لمقاومة الاحتلال البريطاني، وحين سيطر الجيش البريطاني على البصرة، ذُكرَ أنهم عيّنوا صبري أفندي قائم مقام لكرمة علي في محافظة البصرة، فرض صبري تعيينهم، قال الباحث عبد الغفور النعمة "رفض العمل عند الإنكليز لأنه كان يعتبرهم أعداء العرب والمسلمين، واتخذ نفس الموقف بعد تأسيس الحكومة العراقية لاعتقاده بأنها لم تكن حكومة وطنية وإنما لعبة بيد المستعمرين الانكليز. وظل صبري أفندي يلبس طربوشاً أحمر، قال عبد اللطيف الشواف في كتابه (عبد الكريم قاسم وعراقيون آخرون) "أما أصوله العرقية فيبدو أنه ذو أصول تركية أناضولية أو كركوكية من ولاية شهرزور".

## صندوق أمين البصرة
اللقب المشهور لصبري أفندي أنه (صندوق أمين البصرة) بسبب وظيفته، وقد ذاع صيته بعد أن ذُكرَ اسمه في أغنية عراقية مشهورة، على مقام السيكاه، فقيل "الله يخلي صبري، صندوق أمين البصرة". والتركيب اللغوي لعبارة (صندوق أمين البصرة) محرّف من جرّاء الترجمة من اللغة العثمانية،(1) ومن الاستعمال العامي، فالاسم العربي هو أمين صندوق البصرة.

## الأفندي
الأفندي أغنية غنّتها أولاً المطربة حُسنية، ثم اشتهرت الأغنية على لسان صديقة المُلّاية، ذُكرَ أن المطربة حسنية تعلّق بها دروبي باشا والي البصرة، فكان منها صدود عنه، فأراد الانتقام، فأمرَ لجنة التجنيد أن يفرضوا التجنيد على ابن حُسنية، اسمه وفيق وكان وفيق حينئذٍ لم يبلغ سنّ التجنيد، فاستغاثت حُسنية بأمين صندوق البصرة، صبري أفندي، فدفعَ صبري بدلاً نقدياً لإعفاء وفيق ابن حسنية من التجنيد، فكانت أغنية الأفندي شكراً وامتناناً من حسنية إلى صبري أفندي، قال الباحث عبد الغفور النعمة "كان صبري أفندي متديناً يمتاز بالأخلاق الحميدة والكرم – فكان يقرض المحتاجين ويتصدق على الأرامل والأيتام والفقراء". قال عبد اللطيف الشواف في كتابه (عبد الكريم قاسم وعراقيون آخرون) "صبري أفندي محمد: من الشخوص الفلكلورية الشهيرة في الغناء الشعبي البغدادي والعراقي (المقام) - إذ لا يزال اسمه إلى اليوم يتردد في البستة التي يتغنى بها قارؤوا المقام والتي مطلعه (يا رب سلّم صبري صندوق أمين البصرة) وكانت تغنيها مستقلة عن المقام المصاحب لها المغنيةُ البغداديةُ الشهيرةُ في النصف الأول من القرن العشرين (صديقة الملاية) كما كان يغنيها في ختام بعض المقامات باعتبارها (بستة) وبعد مرحلة تسليم المقام، ويضيف إليها القُرّاء ما يرغبون من الكلمات". وقال جلال الحنفي في كتابه معجم اللغة العامية البغدادية "والأغنية من السيكاه، وقد أملى عليَّ صبري نفسُهُ نصَّها: (الأفندي الأفندي - وتُلفظ تخفيفاً ومطاوعةً للنغمة "لَفَندي لَفَندي" عيوني الأفندي ..الله يخلِّي صبري صندوق أميني البصرة بَسْ إلي وَحْدي")".

## الهوامش
- «1»: قال محمد علي الأنسي في كتابه (قاموس اللغة العثمانية الدراري اللامعات في منتخبات اللغات) "صنديق أميني: أمين الصندوق".[22]

## وصلات خارجية
شاهدُ قبرِ صندوق أمين البصرة.